# 小笠原愛
小笠原 愛（おがさわら あい、1981年5月20日 - ）は、フリーアナウンサー。元NHKの契約キャスター。

## 経歴
大学卒業後、地元に近いNHK神戸放送局に入り、契約キャスターとして夕方のニュース番組を担当していた。その後、2008年3月任期満了で退局後に上京。本名で首都圏センター専属キャスターとして活動した。2015年12月にホリプロに所属。
資格は実用英語技能検定、TOEIC、色彩検定。

## 現在の担当番組
- ジモネタぐっと東上（J:comチャンネル 東上地域 ）

## 過去の担当番組
- ゆうどきネットワーク リポーター
- ニュースKOBE発 キャスター（2008年3月まで）